# Ana Fadigas
Ana Maria Barbosa Fadigas é uma editora e jornalista brasileira, mais conhecida por fundar a revista gay G Magazine.
Em 1977 começou na Editora Abril como editora da Recreio, e lá permaneceu até 1995. Sua experiência incluiu quadrinhos, revistas infantis, e 8 anos no ramo de revistas populares como Contigo! e Boa Forma, que eram suas favoritas pelas capas chamativas. Em 1995 saiu da Abril junto com Ângelo Rossi, e em associação com Otávio Mesquita compraram a Sexy e fundaram a editora Fractal para publicá-la. 2 anos depois, em 1997, cumpriu seu sonho de uma revista de homens para gays ao criar a revista Banana Louca, que 5 edições depois seria rebatizada G Magazine.
Em 2007, a empresa de turismo Gtravel Online operada por uma empresa Americana - Ultrafriends LLC, com sede em Delaware - USA. Esta, que já operava com a marca licenciada, Gtravel, adquire também a totalidade das ações da editora Fractal Edições Ltda., fundada originalmente pelos sócios: Ana Maria Fadigas e Otávio Mesquita (apresentador). A última edição da G sob seu comando foi em fevereiro de 2008.
Desde 2009 trabalha com consultoria na área de comunicação dirigida. Foi casada com o dramaturgo e ex-editor da G Jayme Camargo. Tiveram dois filhos.